# 애틀랜틱 항공
애틀랜틱 항공(영어: Atlantic Airways)은 페로 제도의 항공사이다. 허브 공항은 보가르 공항이다. 유럽 각지와 제도를 잇는 정기 편을 운항하고 있다.

## 역사
1987년에 페로 제도 자치 정부와 덴마크의 심버 항공과의 공동 출자로 설립되었다. 당시 심버 항공은 스칸디나비아 항공, 머스크 항공과 함께 단에어를 결성하고 해외 자치령을 포함한 덴마크 국내선을 이 회사의 명의로 각각 운항하고 있었다. 머스크 항공은 보가르 공항과 코펜하겐을 연결하는 노선을 운항하고 있으며, 이와 경쟁사의 출시를 지원하는 심버 항공의 행동은 제휴에 반하는 것으로서 두 회사 사이에 분쟁이 되었다.
1988년 BAe 146을 도입, 페로 제도와 코펜하겐을 연결하는 노선의 운항을 시작했다. 1989년에는 페로 자치 정부가 전액 출자하여 자치 정부의 본거지가 되는 보가르 공항 격납고를 건설하는 등의 지원을 실시했다.
1990년대 후반에는 점차 노선망을 확대하고 1995년에는 레이캬비크에, 1997년에는 오르후스에 노선을 개설했다.
현재는 코펜하겐 공항 등 유럽 각지를 연결하는 노선을 운항하고 있으며, 제도의 섬을 잇는 헬리콥터 노선과 전세기도 운항하고 있다.

## 운항 노선
- 2019년 12월 기준으로 다음과 같이 운항하고 있다.

| 나라       | 도시          | 공항                        | 비고   |
| ---------- | ------------- | --------------------------- | ------ |
| 덴마크     | 올보르그      | 올보르그 공항               | 계절편 |
| 덴마크     | 오르후스      | 오르후스 공항               | 단항   |
| 덴마크     | 빌룬          | 빌룬 공항                   | 허브   |
| 덴마크     | 코펜하겐      | 코펜하겐 공항               | 허브   |
| 페로 제도  | 보가르        | 보가르 공항                 | 허브   |
| 프랑스     | 파리          | 샤를 드 골 국제공항         |        |
| 그린란드   | 나흐사흐수악  | 나흐사흐수악 공항           | 단항   |
| 아이슬란드 | 레이캬비크    | 케플라비크 국제공항         |        |
| 아이슬란드 | 레이캬비크    | 레이캬비크 공항             | 단항   |
| 이탈리아   | 밀라노        | 밀라노 말펜사 국제공항      | 단항   |
| 이탈리아   | 로마          | 레오나르도 다 빈치 국제공항 | 단항   |
| 노르웨이   | 베르겐        | 베르겐 공항                 |        |
| 노르웨이   | 오슬로        | 오슬로 공항                 | 단항   |
| 노르웨이   | 스타방에르    | 스타방에르 공항             | 단항   |
| 노르웨이   | 트론헤임      | 트론헤임 공항               | 단항   |
| 포르투갈   | 리스본        | 리스본 공항                 | 단항   |
| 스페인     | 바르셀로나    | 바르셀로나 공항             | 계절편 |
| 스페인     | 그란 카나리아 | 그란 카나리아 공항          | 계절편 |
| 스페인     | 마요르카      | 팔마 데 요르카 공항         | 계절편 |
| 스웨덴     | 스톡홀름      | 스톡홀름 알란다 공항        | 단항   |
| 영국       | 애버딘        | 애버딘 공항                 | 단항   |
| 영국       | 에든버러      | 에든버러 공항               |        |
| 영국       | 런던          | 런던 개트윅 공항            | 단항   |
| 영국       | 런던          | 런던 스탠스테드 공항        | 단항   |
| 영국       | 섬버그        | 섬버그 공항                 | 단항   |

## 보유 기종

### 현재 보유중인 기종
- 2019년 10월 기준으로 애틀랜틱 항공은 다음과 같이 보유하고 있다.

### 헬리콥터 보유기종

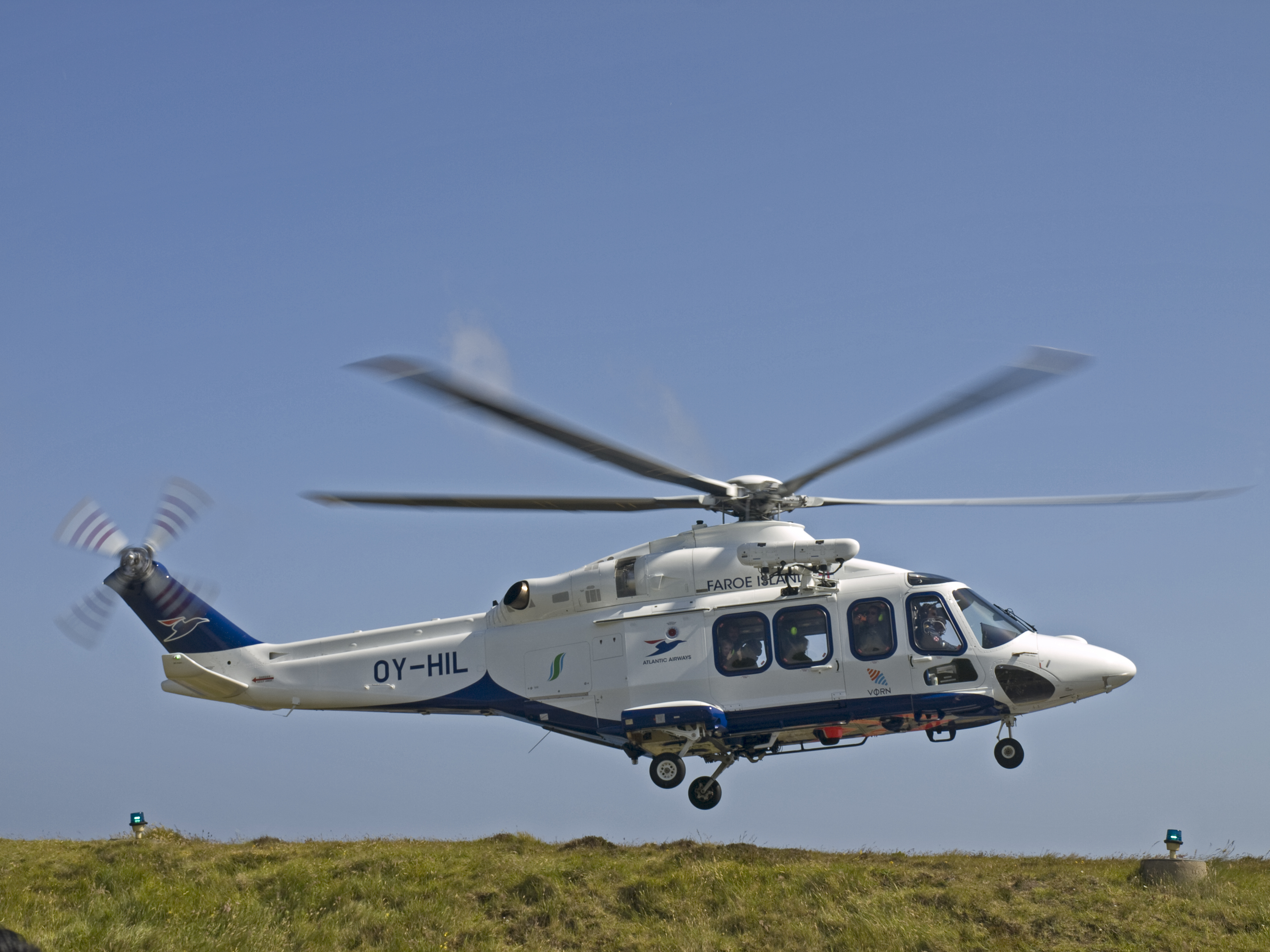
애틀랜틱 항공 헬리콥터의 아구스타웨스틀랜드 AW139

## 사건 및 사고
- 1989년, 애틀랜틱 항공 BAe 146–200(등록 OY-CRG) 항공기가 활주로 끝에 정지하지 못하고 이후 3주 동안 운항이 중단되었다.
- 1992년 12월 16-17일 밤, 벨 212기는 어둠 속에서 추락했다. 또한 이날은 시야가 좋지 않았다. 그 후, 탑승한 5명 전원이 사망했다.
- 2006년 10월 10일 애틀랜틱 항공 670편, BAe 146–200 항공기가 노르웨이 스타방에르 공항에서 활주로에서 미끄러져 떨어졌다. 승객 12명과 승무원 4명 중 4명이 숨지고 12명이 부상을 입고 생존했다. 이 항공기는 스타방에르 공항에서 스토드 공항을 경유해 몰데 공항까지 갈 예정이었다. 이 항공기는 착륙 중 활주로가 연장되지 않아 활주로에 정차하지 못한 것으로 보인다. 항공기는 문턱을 넘어 비탈길을 계속 내려오다 불이 붙었다.